# Слана
Слана представља кристале воде који се стварају при тлу и најчешће прекрива траву и друге биљке. Настаје када се ваздух при тлу нагло охлади. Тада се водена пара из ваздуха одмах кристализује. Обично се дешава на почетку зиме или пролећа и то ноћу када је хладније. Припада ниским падавинама. Појаве у природи сличне овој су мраз и иње.